# Gorti
Gorti (in greco antico: Γόρτυς?, Górtys) è un personaggio della mitologia greca. Fu un principe di Arcadia ed eponimo della città di Gortys.

## Genealogia
Figlio di Stinfalo.
Non sono noti nomi di spose o progenie.

## Mitologia
Fu un principe di Arcadia ed eponimo della città di Gortys.